# Juan Urquizu
Juan José Urquizu Sustaeta (Ondárroa, 24 de junio de 1901-22 de noviembre de 1982) fue un futbolista y entrenador español.

## Trayectoria

### Como jugador
Según cuenta la prensa de la época comenzó su carrera en 1917 en el SD Deusto y jugó en este equipo hasta 1921. Después pasó al Osasuna en la vecina Navarra y continuó en este club hasta 1927. En este equipo jugó como delantero. El 13 de mayo de 1926 jugó un partido como refuerzo en la Real Sociedad. Era un partido homenaje a Lippo Hertzka y jugaron contra el Athletic Club. En 1926, a pesar de estar en el Osasuna, realizó una gira por América como refuerzo con el Espanyol. En esta gira se lesionó el defensa y Urquizu se ofreció voluntario para ocupar su lugar. Desde ese día pasó de ser delantero a ser defensa.
En 1927, también realizó una gira por América, con el Real Madrid CF para reforzar el equipo. Finalmente, fichó por el Real Madrid, donde pasó dos temporadas. En 1929 continuó su carrera en el Athletic Club, equipo en el que jugó hasta 1935 y con el que consiguió sus mayores logros: 3 Ligas y 4 Copas. En 1930, estando en el apogeo de su carrera como futbolista fue imagen de Coca-Cola. En 1930 y 1931 estuvo convocado por la Selección de fútbol de Euskadi llamada entonces Vasconia para jugar contra la Selección de fútbol de Cataluña.

### Como entrenador
En la temporada 1940-1941 llegó Urquizu al Athletic Club como entrenador y fue el encargado de reestructurar el equipo tras la guerra. De esta época es la delantera más mítica del Athletic Club. Dirigió al equipo durante 235 partidos en los que consiguió 1 Liga y 3 Copas. A finales de 1947 Urquizu no terminó la temporada en el Athletic Club y se fue al Baracaldo.
Las temporadas 1948-1949 y 1949-1950, en cambio, entrenó al Real Oviedo. Las siguientes dos temporadas regresó para entrenar al Baracaldo. Del 1952 al 1954 pasó a entrenar al Murcia donde coincidió con su hijo Luis Urquizu como jugador. De 1954 a 1956 estuvo entrenando al Aurrera de Ondarroa, en Vizcaya. Del 1956 al 1958 entrenó al Levante y después pasó al Ourense para volver a coincidir entrenando a su hijo Luis Urquizu. La temporada 1962-1963 volvió a entrenar al Ourense. En 1963 llegó al Alavés, pero no terminó la temporada en este equipo y en 1964 volvió a entrenar al equipo de su pueblo natal, el Aurrera de Ondarroa hasta 1966.

## Clubes

### Como jugador
| Club           | País   | Año       |
| -------------- | ------ | --------- |
| SD Deusto      | España | 1917-1921 |
| CA Osasuna     | España | 1921-1927 |
| Real Madrid CF | España | 1927-1929 |
| Athletic Club  | España | 1929-1935 |

### Como entrenador
| Club                    | País   | Año       |
| ----------------------- | ------ | --------- |
| Athletic Club           | España | 1940-1947 |
| Barakaldo CF            | España | 1947-1948 |
| Real Oviedo             | España | 1948-1950 |
| Barakaldo CF            | España | 1950-1952 |
| Real Murcia CF          | España | 1952-1954 |
| C. D. Aurrera Ondarroa  | España | 1954-1956 |
| Levante Unión Deportiva | España | 1956-1958 |
| CD Ourense              | España | 1958-1959 |
| CD Ourense              | España | 1962-1963 |
| Deportivo Alavés        | España | 1963-1964 |
| C. D. Aurrera Ondarroa  | España | 1964-1966 |

## Palmarés

### Como jugador

#### Campeonatos regionales
| Título                         | Club          | País   | Año  |
| ------------------------------ | ------------- | ------ | ---- |
| Campeonato Regional Centro     | Real Madrid   | España | 1929 |
| Campeonato Regional de Vizcaya | Athletic Club | España | 1931 |
| Campeonato Regional de Vizcaya | Athletic Club | España | 1932 |
| Campeonato Regional de Vizcaya | Athletic Club | España | 1933 |
| Campeonato Regional de Vizcaya | Athletic Club | España | 1934 |
| Copa Vasca                     | Athletic Club | España | 1935 |

#### Campeonatos nacionales
| Título                              | Club          | País   | Año  |
| ----------------------------------- | ------------- | ------ | ---- |
| Liga Española                       | Athletic Club | España | 1930 |
| Copa del Rey de Fútbol              | Athletic Club | España | 1930 |
| Liga Española                       | Athletic Club | España | 1931 |
| Copa del Presidente de la República | Athletic Club | España | 1931 |
| Copa del Presidente de la República | Athletic Club | España | 1932 |
| Copa del Presidente de la República | Athletic Club | España | 1933 |
| Liga Española                       | Athletic Club | España | 1934 |

### Como entrenador
| Título                     | Club          | País   | Año  |
| -------------------------- | ------------- | ------ | ---- |
| Primera División de España | Athletic Club | España | 1943 |
| Copa del Rey               | Athletic Club | España | 1943 |
| Copa del Rey               | Athletic Club | España | 1944 |
| Copa del Rey               | Athletic Club | España | 1945 |
| Trofeo Teresa Herrera      | Athletic Club | España | 1947 |

## Récords y logros

### Individuales
- Juan Urquizu Sustaeta Katugorri ganó 4 Ligas y 7 Copas en el Athletic: 3 Ligas y 4 Copas como jugador y, 1 Liga y 3 Copas como entrenador. Con este palmarés es la persona de la historia del Athletic Club que más títulos tiene.
- Es el entrenador que más partidos seguidos ha entrenado en el Athletic Club con 235 partidos. Cuando él era entrenador la Liga estaba compuesta por 14 equipos.
- Urquizu consiguió Liga y Copa en el Athletic Club siendo jugador y entrenador. Es el único en la Historia del Athletic Club que ha conseguido Ligas y Copas como jugador y como entrenador.
- Urquizu es el único entrenador que ha conseguido vencer al Real Madrid FC en cuatro ocasiones en su propio campo, el Estadio Santiago Bernabéu, en partidos de Liga: 3 veces siendo entrenador del Athletic Club (1940, 1943 y 1947) y una vez siendo entrenador del Real Oviedo (1949).

### De equipo
- En la temporada 1929-1930 ganó la Liga con el Athletic Club sin perder ni un solo partido.
- El 8 de febrero de 1931 el Athletic Club metió la mayor goleada de la historia al F.C Barcelona: 12-1.
- El 18 de mayo de 1947 el Athletic Club metió al Celta la mayor goleada de la Historia de la Copa del Rey: 12-1.
- El Athletic Club es el equipo con más dobletes nacionales del siglo XX: 1929-1930, 1930-1931 y 1942-1943.
- El Athletic Club fue el primer equipo en lograr un doblete nacional en 1929-1930.
- El Athletic Club fue el primer equipo en obtener dos dobletes consecutivos: 1929-1930 y 1930-1931.
- El Athletic Club fue el primer equipo en conseguir el trofeo de Liga en propiedad: 1930, 1931, 1934, (1936) y 1943.

## Internacionalidades
- 1 vez internacional con España.
- Debutó con la selección española, en Sevilla, el 17 de marzo de 1929 contra Portugal.[5]
- Fue convocado por la selección española, el 14 de junio de 1930, para jugar el partido Checoslovaquia-España, el 22 de junio de 1930 para jugar el partido Italia-España y el 30 de noviembre de 1930 para jugar el partido Portugal-España.[6]